# 美濃田大橋
美濃田大橋（みのだおおはし）は、吉野川に架かる徳島県道266号昼間辻線の吊橋。南岸は徳島県三好市井川町才長谷。北岸は同県東みよし町昼間。

## 沿革
- 1959年（昭和34年） - 完成。明治期には「辻の渡し」が存在した。

## 橋の概要
- 橋長：184.2 m
- 有効幅員：6.4 m
- 完成：1959年（昭和34年）

## 周辺

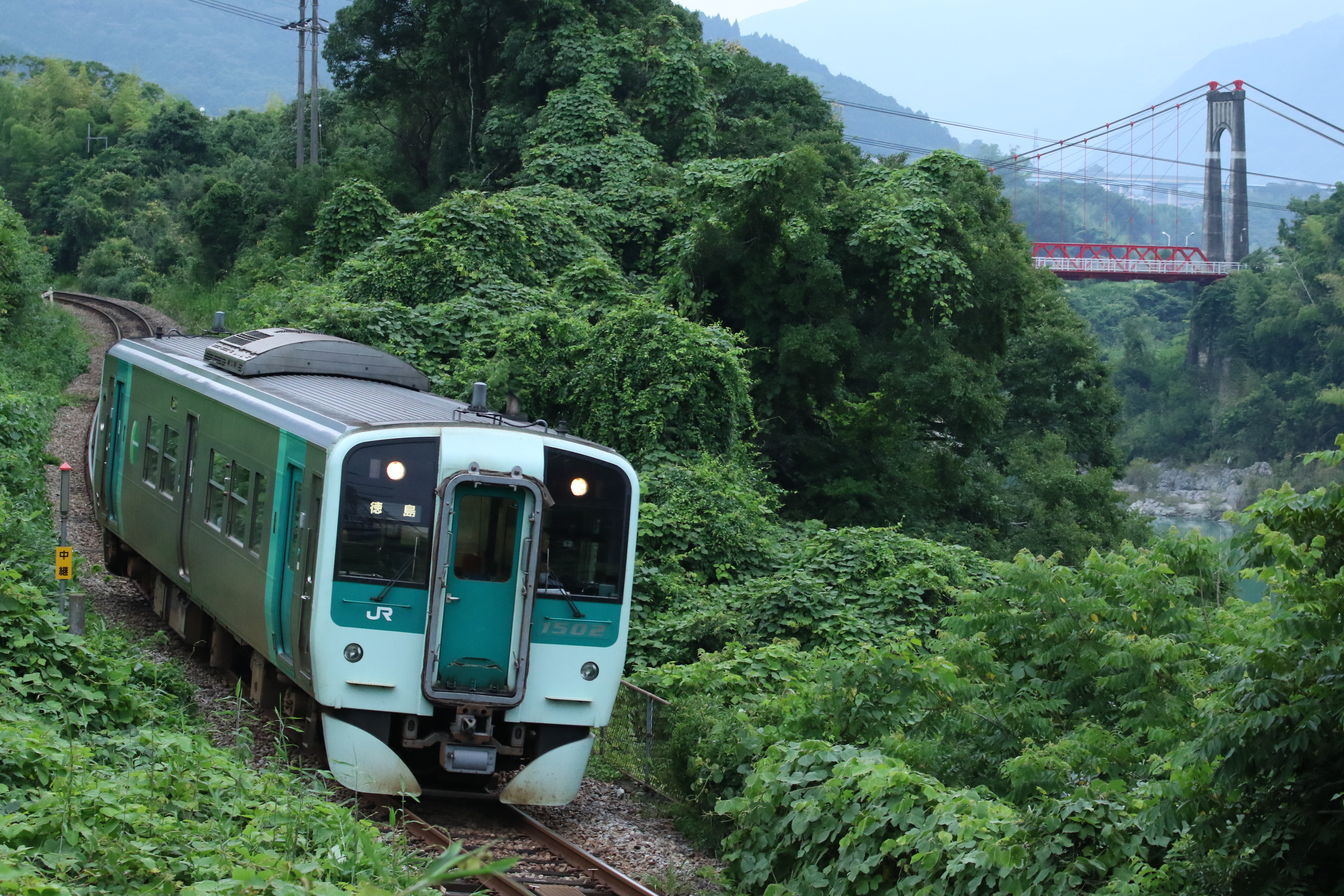
吉野川に架かる美濃田大橋と徳島線の列車

- 国道192号 - 南詰で接続する道路。
- 美濃田の淵